# شیندوین پایین
شیندوین پایین (به لاتین: Lower Chindwin) یک کوه در میانمار است که در میانمار واقع شده‌است. شیندوین پایین ۳۸۵ متر بالاتر از سطح دریا واقع شده‌است.